# Nauru House
La Nauru House (chiamata anche 80 Collins Street) è un edificio di 52 piani situato a Melbourne. L'edificio è stato progettato dallo studio di architettura Perrott Lione Timlock & Kesa.

## Storia
Il terreno in cui si trova l'edificio è stato acquistato nel 1972 al prezzo di 19 milioni di dollari da parte del governo della Repubblica di Nauru come un investimento internazionale. Nauru, che era diventata incredibilmente ricca grazie alla vendita di fosfato, la Nauru Phosphate Royalties Trust (NPRT) iniziò a reinvestire i profitti in immobili.
La polemica ebbe inizio quando la costruzione iniziò nel 1972, quando il governo di Nauru decise di radere al suolo due edifici con "alto valore patrimoniale", al fine di avere la facciata dell'edificio su Collins Street. Nonostante le proteste dei cittadini, gli edifici storici furono abbattuti per far posto alla costruzione.
Dopo decenni di cattiva gestione, corruzione, e i prestiti dalla General Electric, stimati a circa $ 227,000,000, il NPRT è stato costretto a vendere i suoi asset internazionali per pagare i prestiti. Nauru House è ora di proprietà di QIC dopo aver acquistato l'edificio per 140 milioni di dollari nel dicembre 2004.

## Facciata
Tra il 1994 e il 1996, la Nauru House è stata ristrutturata ed è stata sostituita l'ex facciata costituita da ghiaia e cemento di con una rivestita in alluminio opaco.

## Record
A seguito del completamento della costruzione, era l'edificio più alto di Melbourne fino al 1980.